# Iaciara (ort)
Iaciara är en ort i Brasilien.   Den ligger i kommunen Iaciara och delstaten Goiás, i den sydöstra delen av landet, 230 km nordost om huvudstaden Brasília. Iaciara ligger 579 meter över havet och antalet invånare är 9 207.
Terrängen runt Iaciara är huvudsakligen platt. Iaciara ligger uppe på en höjd. Runt Iaciara är det glesbefolkat, med 13 invånare per kvadratkilometer.. Det finns inga andra samhällen i närheten.
Omgivningarna runt Iaciara är huvudsakligen savann.